# 国友直人
国友 直人（くにとも なおと、1950年7月 - ）は、日本の経済学者（統計学、計量経済学、数理・計量ファイナンス）。東京大学大学院経済学研究科教授。東京都出身。

## 略歴
- 桐朋中学校・高等学校卒業[1]
- 1975年 東京大学経済学部卒業（鈴木雪夫ゼミ）
- 1977年 同大学院経済学研究科修士課程修了
- 1978年 スタンフォード大学統計学科修了 M.A.（統計学）
- 1981年 スタンフォード大学経済学研究科修了 Ph.D（経済学）、ノースウェスタン大学経済学科助教授
- 1982年 東京大学経済学部助教授
- 1993年 同教授
- 2002年 日本統計学会理事長
- 2010年 東京大学大学院経済学研究科・経済学部副学部長
- 2013年 東京大学経済学部長、日本統計学会会長

## 人物
- 趣味はFC東京の試合観戦[1]。

## 著作

### 単著
- 『ファイナンスと確率解析』1992年。
- 『現代統計学 <上>』日経文庫、1992年。ISBN 978-4532105327。
- 『現代経済学 <下>』日経文庫、1994年。ISBN 978-4532105334。
- 『構造方程式モデルと計量経済学 (シリーズ 多変量データの統計科学)』朝倉書店、2011年。ISBN 978-4254128109。
- 『応用をめざす 数理統計学 (統計解析スタンダード)』朝倉書店、2015年。ISBN 978-4254128512。

## 受賞等
- 小川賞（1987年、日本統計学会）
- フェロー（2001年1月, Journal of Economcetrics）
- 日経・経済図書文化賞（2004年11月、日本経済新聞社）